# Playa de Santa Bárbara
La playa de Santa Bárbara es una playa de la localidad española de La Línea de la Concepción. Esta playa situada en el litoral mediterráneo de la ciudad de La Línea, tiene unos 700 metros de longitud y unos 40 metros de anchura media. Es una playa muy transitada delimitada por el paseo marítimo de la ciudad y que limita al sur con la frontera con Gibraltar (donde, tras la pista del aeropuerto se encuentra Eastern Beach) y al norte con la playa de Levante. En sus inmediaciones se encuentran los restos del fuerte de Santa Bárbara, construcción que formaba parte de la Línea de Contravalación de Gibraltar, antigua fortificación que participó en el Gran Asedio a Gibraltar de 1779. Cuenta con todos los servicios básicos exigibles a una playa urbana, recogida de basuras diaria en temporada de baño, aseos, duchas y acceso para personas con discapacidad así como presencia de equipo de salvamento y policía local.